# Doigtage

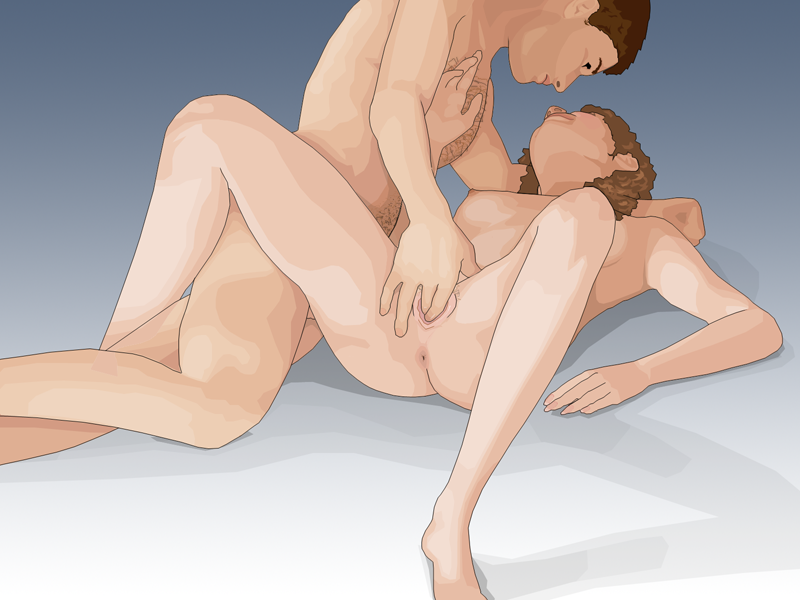
Pénétration du vagin avec des doigts.

Le doigtage [dwa.taʒ] est une pratique sexuelle consistant à insérer un ou plusieurs doigts dans un vagin ou un anus.

## Sexualité humaine

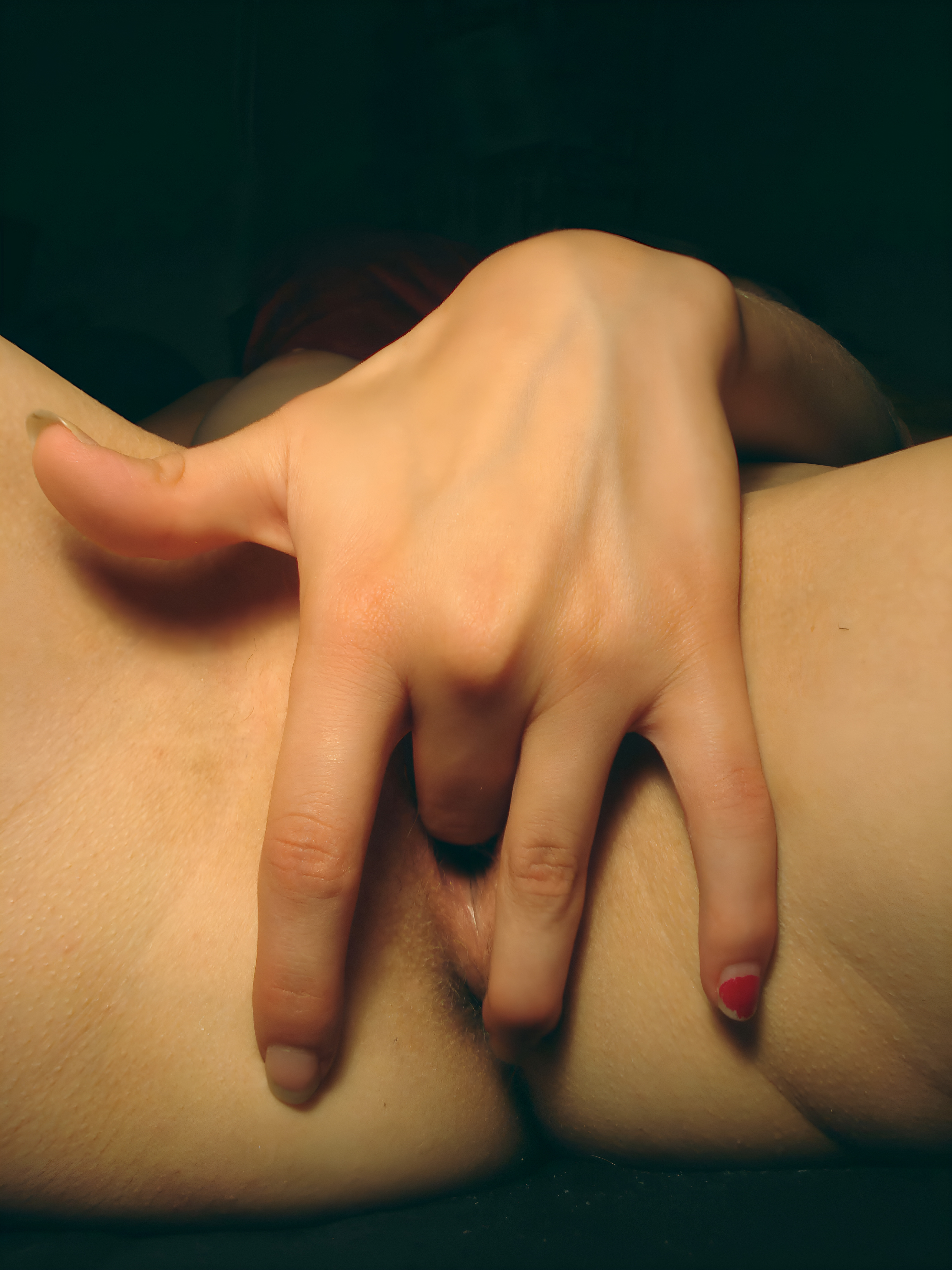
Insertion d'un doigt dans le vagin.
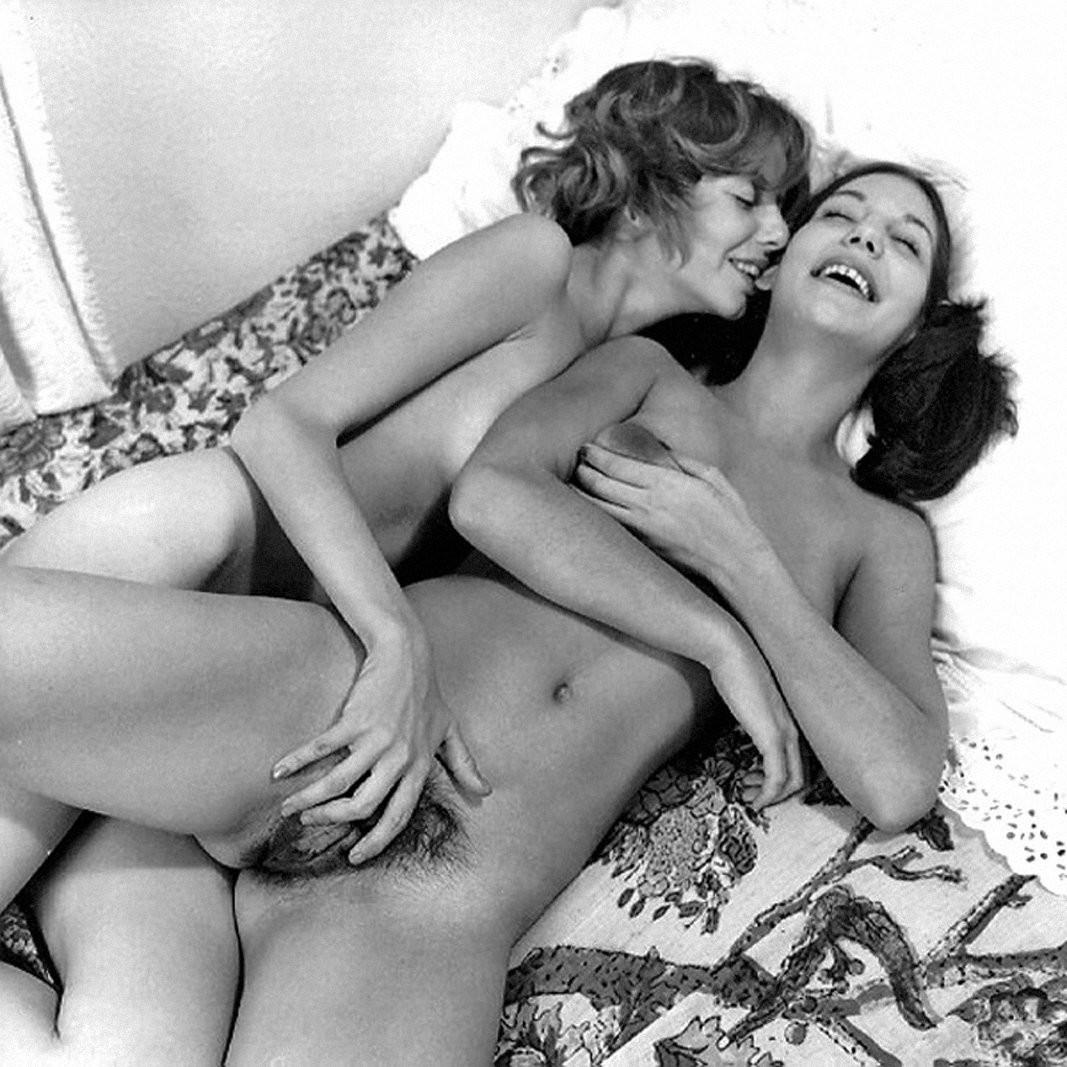
Stimulation de la vulve avec des doigts.

### Vulve
Le doigtage fait partie des techniques de masturbation d'une vulve, et peut inclure la stimulation du clitoris avec les doigts ou la caresse de la vulve. La stimulation orale ou manuelle de la vulve, et en particulier du clitoris, est le moyen le plus courant pour une femme d'atteindre un orgasme,,. Le clitoris est en effet un organe hautement érogène. Des mouvements circulaires, de haut en bas ou de gauche à droite peuvent être utilisés pour stimuler la partie externe du clitoris, notamment le gland, et peut également procurer du plaisir aux deux individus. 

### Vagin
La stimulation manuelle du vagin peut donner du plaisir, notamment en stimulant l'entrée du vagin.

### Anus
Le doigtage anal peut donner du plaisir comme le doigtage vaginal. Chez l'homme, lors d'un doigtage anal, la stimulation de la prostate est souvent réalisée.

## Terminologie
Lorsqu'un poing entier est insérée dans le vagin ou l'anus, on parle de fist-fucking.
Le doigtage est à distinguer de l'examen médical du vagin (toucher vaginal) ainsi que du toucher rectal.

## Autres espèces
Le doigtage s'observe chez les humains, mais également chez d'autres primates comme l'orang-outan.